# Gingidia algens
Gingidia algens är en flockblommig växtart som först beskrevs av Ferdinand von Mueller, och fick sitt nu gällande namn av J.W.Dawson. Gingidia algens ingår i släktet Gingidia och familjen flockblommiga växter. Inga underarter finns listade i Catalogue of Life.